# Palsa

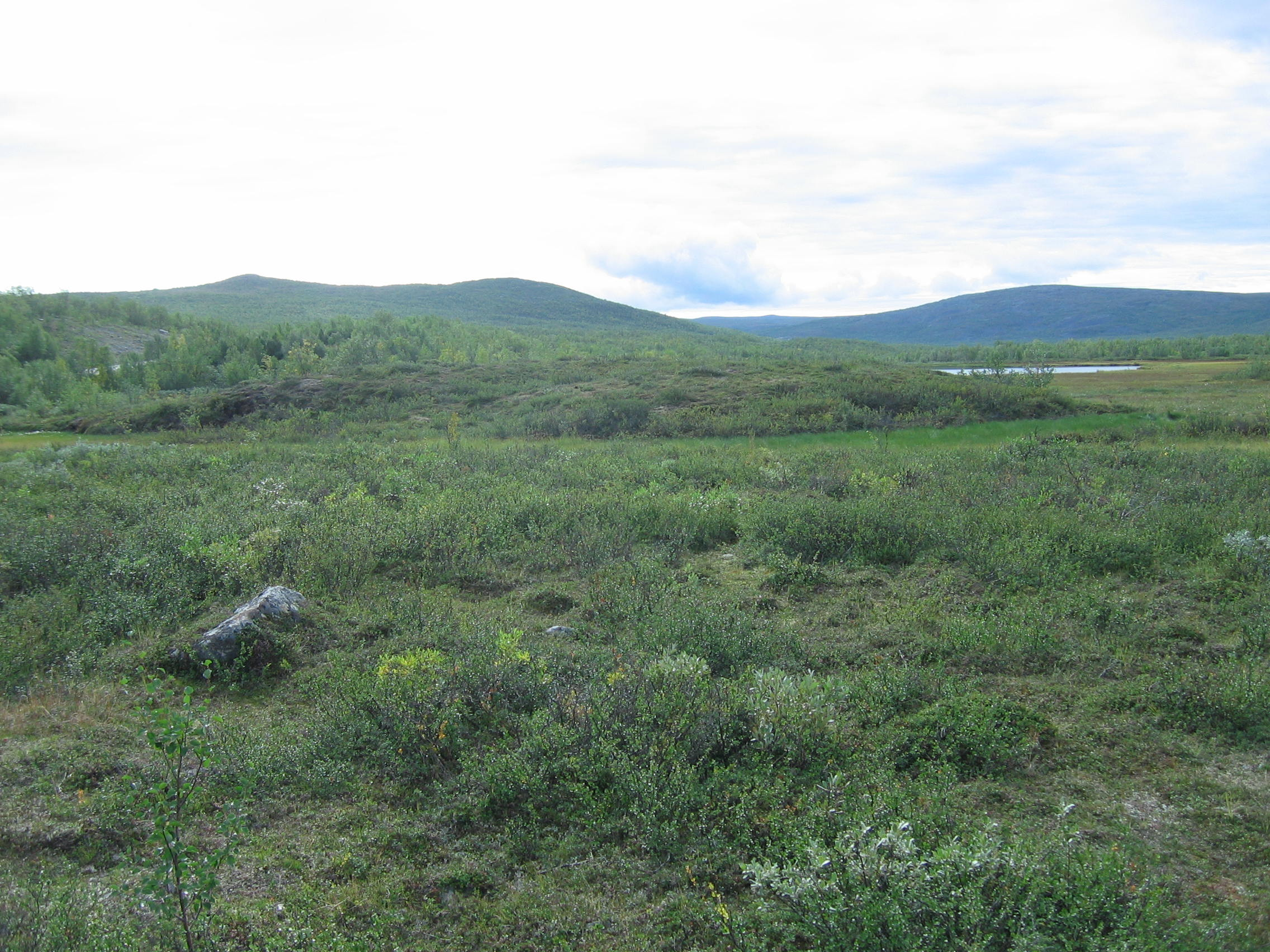
Palsa in Enontekiö, Finland

Een palsa is een kleine verheffing in een permafrostbodem, ontstaan door de hydrostatische druk van bevriezend grondwater. Palsa's ontwikkelen zich in gebieden waar het minstens 120 dagen per jaar kouder is dan -10 graden Celsius. Ze vormen over het algemeen in hoogveengebieden in toendra's. Een palsa kan beschouwd worden als een kleine pingo. Het woord 'palsa' stamt uit het Samisch en betekent 'een verhoging in een moeras'.